# Wolfgang Vondey
Wolfgang Vondey (* 15. November 1967) ist ein deutscher Theologe und Professor für christliche Theologie und pfingstkirchliche Studien an der University of Birmingham, England, wo er auch für die Leitung des Zentrums für Pfingstkirchliche und Charismatische Studien verantwortlich ist.

## Leben
Wolfgang Vondey erwarb 1994 an der Universität Marburg den Magistergrad in Japanologie und Medienwissenschaften. Er lebte bis 1996 in Tokio und nahm dann in den Vereinigten Staaten ein Studium der Theologie auf. Nach dem Erwerb des Master of Divinity am Pentecostal Theological Seminary in Cleveland (Tennessee) 1999 wurde er 2003 an der Marquette University aufgrund einer Arbeit über die Pneumatologie des römisch-katholischen Theologen Heribert Mühlen in systematischer Theologie und Ethik zum PhD promoviert. Anschließend hat er verschiedene Publikationen zur Pfingstbewegung und pfingstkirchlichen Theologie veröffentlicht. Ab 2005 arbeitete er (ab 2010 als associate professor, ab 2015 als Lehrstuhlinhaber) an der Regent University in Virginia Beach, USA, wo er auch 2009 das von ihm geleitete Zentrum für Erneuerungsstudien gründete.
Vondey ist Mitglied des Lenkungsausschusses des Europäischen Studiennetzwerks für die weltweite Pfingstbewegung (GloPent), Mitherausgeber der Zeitschrift PentecoStudies und Herausgeber der Buchreihen CHARIS: Christianity & Renewal – Interdisciplinary Studies (Palgrave Macmillan) und Systematic Pentecostal and Charismatic Theology (Bloomsbury T&T Clark). Obwohl klassisch ausgebildeter systematischer Theologe, findet man oft Klassifizierungen Vondeys als Erneuerungstheologe, dessen Arbeit sich mit der Pneumatologie, Ekklesiologie, ökumenischer Theologie und dem Dialog zwischen Theologie und Naturwissenschaften auseinandersetzt. Seine bekannteste Arbeit ist die Ekklesiologie People of Bread während man sein Werk Beyond Pentecostalism als sein umstrittenstes Werk ansehen kann. Sein Buch Pentecostal Theology: Living the Full Gospel erhielt 2018 den Buchpreis der Gesellschaft für Pfingstkirchliche Studien in den USA. Er war von  2019 bis 2023 der Herausgeber des Journal of Pentecostal and Charismatic Christianity.

## Schriften
- Heribert Mühlen: His Theology and Praxis. A New Profile of the Church (2004) ISBN 0-7618-2817-6
- People of Bread: Rediscovering Ecclesiology (2008) ISBN 978-0-8091-4559-1
- Beyond Pentecostalism: The Crisis of Global Christianity and the Renewal of the Theological Agenda (2010) ISBN 978-0-8028-6401-7
- Pentecostalism and Christian Unity: Ecumenical Documents and Critical Assessments (2010) ISBN 978-0-8010-2770-3
- Pentecostalism and Christian Unity Volume 2: Continuing and Building Relationships (2013) ISBN 978-1-62032-718-0
- Pentecostalism: A Guide for the Perplexed (2013) ISBN 978-0-567-52226-9
- The Theology of Amos Yong and the New Face of Pentecostal Scholarship: Passion for the Spirit (2013) ISBN 978-9004251748
- The Holy Spirit and the Christian Life: Historical, Interdisciplinary, and Renewal Perspectives (2014) ISBN 978-1-137-37812-5
- Pentecostal Theology: Living the Full Gospel (2017) ISBN 978-0-567-27539-4
- The Routledge Handbook of Pentecostal Theology (2020) ISBN 978-1-138-58089-3
- The Scandal of Pentecost: A Theology of the Public Church (2024) ISBN 978-0-567-71264-6